# Podgaj
Podgaj är en ort i Bosnien och Hercegovina.   Den ligger i entiteten Republika Srpska, i den östra delen av landet, 70 km öster om huvudstaden Sarajevo. Podgaj ligger 504 meter över havet och antalet invånare är 169.
Terrängen runt Podgaj är kuperad åt nordost, men åt sydväst är den bergig. Närmaste större samhälle är Milići, 8,0 km nordväst om Podgaj. 
Omgivningarna runt Podgaj är en mosaik av jordbruksmark och naturlig växtlighet. Runt Podgaj är det ganska tätbefolkat, med 67 invånare per kvadratkilometer.